# Майко Марина Володимирівна
Марина Володимирівна Майко (рос. Марина Владимировна Майко; нар. 22 червня 1970, Тирасполь) — радянська і російська актриса, з 2013 року директор центру творчого розвитку і патріотичного виховання «Школа гардемаринів» в Красногорську.   

## Біографія
Народилася 22 червня 1970 року в в Тирасполі МРСР, батько Володимир Леонідович Майко (21.5.1935  - травень 2020), помер від коронавірусу.  , мати Галина Петрівна Майко (д. Мазуркевич) (нар. 31 грудня 1936)  - вчителька, працювала завучем школи №1 в Тирасполі, Заслужений працівник народної освіти Придністровської Молдавської Республіки.  
Закінчила Тираспольський Державний Університет ім. Т. Шевченка.  Здобула педагогічну освіту, вчитель молодших класів та хореограф. У 1989 році  Майко стала переможницею конкурсу краси «Міс Тирасполь», і брала участь в конкурсі «Міс СРСР».
У 1990 році Марина зіграла свою першу роль у режисера Олександра Зельдовича у фільмі «Захід», потім були інші ролі.
Майко часто знімається разом зі своїм чоловіком Дмитром Харатьяном. В екранізації оперети «Кажан», Марина Майко зіграла головну роль - Адель, а Харатьян - Фалька. У 2003 році вона зіграла Марину Цвєтаєву, а її чоловік - Велимира Хлєбнікова в телесеріалі «Срібло і чернь» режисера Віталія Максимова.

## Родина
- Дід по батькові - Леонід Дем'янович Майко (1909 -1985) - служив начфіном в Горьківському танковому училищі[13].
- Дід по матері - Петро Олександрович Мазуркевич - старший сержант в армії Рокосовського[14].

## Особисте життя
Чоловік (з 1993) - актор Дмитро Харатьян, син Іван Харатьян (нар. 9 березня 1998).

## Фільмографія
1. 1990 - Захід - Маруся - головна роль
2. 1990 - Папашка і мем
3. 1991 - Ті, що п'ють кров - Дашенька - головна роль
4. 1991 - Депресія - Імалда - головна роль
5. 1994 - Наречений з Маямі - епізод
6. 1992 - Чорний квадрат - епізод
7. 1992 - Новий Одеон - епізод
8. 1992 - Жінка в морі - Людмила
9. 1993 - Шейлок
10. 1993 - Біг тарганів
11. 1997 - Це несерйозно
12. 2000 - Маросейка, 12 - Світлана
13. 2000 - Заповіт імператора - Марія Меншикова
14. 2001 - Я - імператор - Марія Меншикова
15. 2001 - Падіння Голіафа - Марія Меншикова
16. 2003 - Срібло і чернь (документальний) - Марина Цвєтаєва
17. 2004 - Тобі, справжньому (Україна) - Наташа Бєлова
18. 2005 - Кажан (Україна) - Адель
19. 2007 - Терміново в номер - Твєрдохлєбова
20. 2007 - Лера - Ольга Михайлівна Ільїна, сестра Тетяни
21. 2007 - Іван Подушкін. Джентльмен розшуку-2 - Нюра
22. 2008 - Пісочний дощ - Ірина Сергіївна Лучина - головна роль
23. 2008 - Зустрічна смуга - епізод
24. 2008 - Пісочний дощ - Ірина Сергіївна Лучина - головна роль
25. 2010 - Золота рибка в місті N - співробітниця мерії
26. 2013 - Легенда №17 - глядачка на трибуні

### Дублювання
1. 1991 - Повітряний поцілунок (Роль Катрі Хорма)